# سلاح الجو التشيكي
القوة الجوية التشيكية هي فرع سلاح الجو في القوات المسلحة لجمهورية التشيك. سلاح الجو، مع القوات البرية، وتضم القوات المشتركة، والقوة القتالية الرئيسية للقوات المسلحة لجمهورية التشيك. نجحت القوات الجوية التشيكوسلوفاكية جنبا إلى جنب مع القوات الجوية السلوفاكية في عام 1993.
القوة الجوية هي المسؤولة عن تأمين سلامة المجال الجوي للجمهورية التشيكية من خلال النظام المتكامل حلف شمال الأطلسي الدفاع الجوي—NATINADS والدعم الجوي للقوات البرية والنقل للمهام ذات الأولوية بما في ذلك الرحلات الحكومة والدولة.

## التاريخ

### الجمهورية التشيكية (1993 إلى الوقت الحاضر)
شهد الفصل خفض كبير في أعداد وأنواع والقواعد. وشهد عام 1994 إنشاء التكتيكية 3 السلك القوات الجوية. وكان أحدث مقاتلة في ترسانة سلاح الجو التشيكوسلوفاكية من طراز ميج 29 (Izdelie 9.12). كما لم يكن هناك سوى مجموعة واحدة الصيانة العامة، والتي أعطيت لجمهورية سلوفاكيا التي أنشئت حديثا، وكان الانقسام جميع المواد 01:01 مع سلوفاكيا، وتكاليف الصيانة لنقاط ارتكاز التشيكية تكون مرتفعة للغاية. جنبا إلى جنب مع ارتفاع التكاليف على نحو غير معقول، وتكاليف المضاربة لقطع الغيار المستوردة من روسيا، والتي تحققت من خلال شركات خارجية (MIL طراز Mi - 24 وريش الدوار اقتناء أكثر من الثمن بنسبة 400 ٪)، مما أدى إلى تبادل ميغ 10 - 29S مع بولندا لW - 3A مروحيات الإنقاذ PZL سوكول مع الكترونيات الطيران والمساندة الأرضية. ولذلك تم تبادل 10 من مقاتلي التفوق الجوي لمدة 11 طائرات الهليكوبتر الخفيفة، وتبادل العديد [من؟] اعتبرت أن يكون متفاوتا جدا. مرت عبء الاستعداد لسرب 23S طراز ميج. وشارك في هذه المناورات الجوية مع القوات الجوية الغربية، حيث من طراز ميج 23MLs كانت قادرة على تفوق ميراج III ، F1C و 2000 و F - 4F في المناورة والتسارع العمودي وميراج III ، وF1C فانتوم حتى في المناورة الأفقية، في حين يجري تفوقت بواسطة F - 16A في جميع الجوانب، وميراج 2000 في المناورة الأفقية.
والجمهورية التشيكية مستعدة لتصبح عضوا في حلف شمال الأطلسي في عام 1999، بدأت لتنقيح وتحديث المذاهب والطائرات. لذا، اعتبر اقتناء مقاتلات جديدة والغربية. وقد تقاعد من طراز ميج 23MFs في عام 1994، تراخيص في عام 1998 واعادت ميغ 21S كنوع المؤقتة لماذا كان من المفترض أن تكون هناك فترة انتقالية قبل شراء المقاتلة الجديدة—التي تم اختيارها لتكون السويدية JAS 39 طائرة مقاتلة متعددة المهام جريبن. بسبب الفيضانات المدمرة التي ضربت البلاد خلال عام 2002 تم طرح الصفقة قبالة. [بحاجة لمصدر]
وصدر مناقصة دولية جديدة لإيجاد حل مؤقت. جريبن فازت بهذه المناقصة مرة أخرى بين ستة العروض المختلفة والجمهورية التشيكية وافقت على الحكومة لاستئجار 10 عاما من حكومة السويد التي لم تشرك بي ايه أي سيستمز. ادعاءات وسائل الاعلام من عمولات بي ايه أي سيستمز لصانعي القرار خلال جهد البيع الأصلي حتى الآن بقيادة أي مكان في النظام القضائي. [بحاجة لمصدر]
في ديسمبر 2008، أرادت القوة الجوية التشيكية لتدريب الطيارين على طائرات الهليكوبتر الظروف الصحراوية للمهمة المقبلة في أفغانستان. للأسف، لا يريدون البلاد للمساعدة في ما عدا إسرائيل، والتي رأوا أنها فرصة لأشكر الجمهورية التشيكية لتدريب الطيارين الإسرائيليين، ودعم إسرائيل عندما أصبح أول دولة: [2] [3]

### المستقبل
في عام 2015، فإن عقد الإيجار من 39 Gripens JAS من السويد تنتهي. ومن المتوقع أن تستقبل طائرات ثم تعاد إما إلى السويد أو تم شراؤها. الحكومة التشيكية تتوقع أن يتم تنظيم مناقصة لتوفير قوة من 18 مقاتلا الأسرع من الصوت بعد عام 2015. ومن المقبول عموما جريبن JAS - 39 ونظرا الخيار الأكثر فعالية للبنية التحتية القائمة، وتوافر الموظفين المدربين والخبرة السابقة تشغيلية جيدة. ومع ذلك، على خلفية العقد الحالي—على وجه التحديد مسألة نوقشت على نطاق واسع من الفساد المزعوم—يمنع السياسيين من تسوية سريعة لهذا الحل، وتفضل بدلا من مناقصة عامة مع المزيد من العروض التي تقدم أنواع مثل F - 16، F - 18، F - 15SE أو F - 35A. [1] ، [2] ، [3]
كما تم إنشاء قوة جوية غير الصوت ناقش كخيار، وذلك بسبب التكاليف العالية المتوقعة، وفائدة محدودة من أصول حفظ الصوت في بلد تحيط به دول حليفة (جميع أعضاء الاتحاد الأوروبي وكذلك أعضاء منظمة حلف شمال الأطلسي، باستثناء النمسا). في هذا السيناريو فإن سرعة الصوت L - 159 تصبح العمود الفقري لسلاح الجو. أحدث الكتاب الأبيض لعام 2011 [4] ينص بوضوح على أن أسطول الصوت هو أن يستمر لحماية الجمهورية التشيكية وللتعاون في إطار نظام الدفاع الجوي المتكامل حلف شمال الأطلسي. من ناحية أخرى، سوف يتم الاستغناء عددا من طائرات الهليكوبتر دعم وثيق Mi-24/35 (الإرادة حتى من طراز MI - 35 يتم بيعها قبل نهاية حياتها التشغيلية). وينظر إلى اثني عشر مقعدا واحد واثنين من طائرات المزدوج المقعد كافية للقيام بدوريات في الجمهورية التشيكية، في حين أن 18 دعم دور الحراسة في دول حلف الناتو الأخرى. وطلب 18 طائرة RFI الأولية [5]. الكتاب الأبيض يحدد 12 +2 الحل، تتطلب المتطلبات الاستراتيجية للقوات الجوية الأسرع من الصوت يحدده نوفمبر 2011. خيار آخر تجري مناقشته في البرلمان لتشكيل قوة مشتركة من التشيكية والسلوفاكية أو وحدات حتى المجرية المسؤولة عن حماية الهواء من هذه البلدان. على الرغم من أنه يبدو أن هناك حلا فعالا من الناحية المالية (جادل أساسا من الديمقراطيين الاشتراكيين) [6] ، إعماله العملية ستكون معقدة: المجر لديها قناعاتها JAS - 39s و29S من نوع ميغ، بينما سلوفاكيا قام مؤخرا بتطوير طائراتها من نوع ميغ 29 أسطول.

## إنسيجنيا
وحمل أول طائرة عسكرية تشيكوسلوفاكية، لفترة قصيرة بين سبتمبر ونوفمبر 1918، من ثلاثة ألوان مدورة، من الوسط: الأزرق والأحمر والأبيض. من 27 نوفمبر 1918 تم استبداله مع خطوط متوازية في هذه الألوان المائلة. من عام 1920 تم استبدالها مع مدورة المقلوب، من الوسط: الأبيض والأزرق والأحمر. في الفترة من 21 ديسمبر 1921 أصبح شعار الوطنية على الطائرات الأعلام الوطنية مستطيلة. أخيرا، في ديسمبر 1926 تم تكييفه مدورة الحالي من ثلاثة أجزاء بيضاء وحمراء وزرقاء. [4] وظلت شارة سلاح الجو التشيكي حتى اليوم، رغم أنه في السنوات الأخيرة، وهو البديل منخفضة الرؤية، وكلها باللون الرمادي تم تكييفها في بعض التطبيقات.

## هيكل

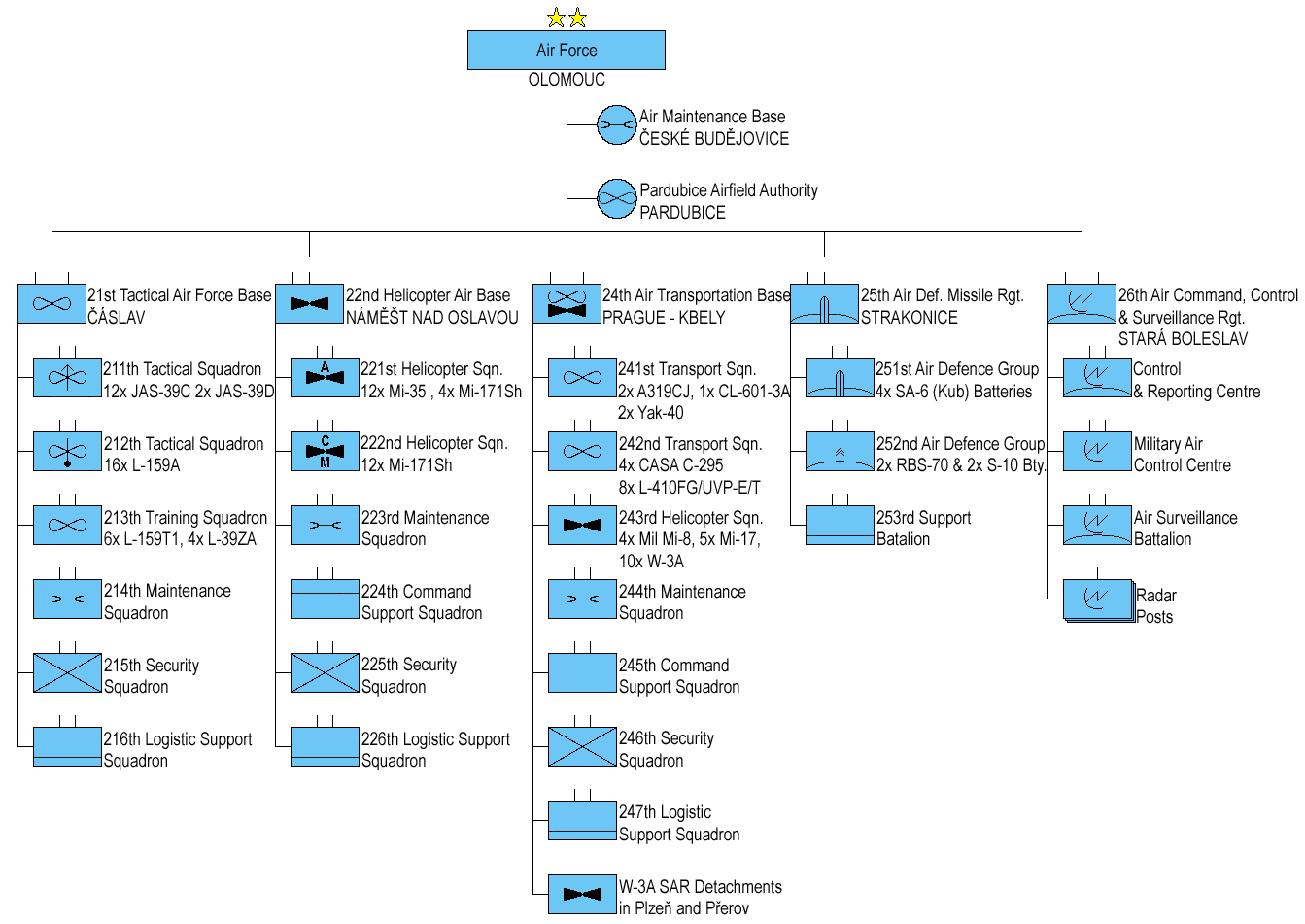
Structure Czech Republic Air Force

- General Staff - براغ[1]
- Joint Forces Command - أولوموتس
  - 21st Tactical Air Force Base Zvolenská - Čáslav
    - 211th Tactical Squadron - ساب جاس-39 غربين
    - 212th Tactical Squadron - آيرو إل-159 ألكا

  - 22nd Air Force Base Biskajská نسخة محفوظة 15 سبتمبر 2014 على موقع واي باك مشين. - Náměšť nad Oslavou
    - 221st Attack Helicopter Squadron - ميل مي-24
    - 222nd Tactical Squadron - آيرو إل-39 ألباتروس

  - 23rd Helicopter Base Edvard Beneš نسخة محفوظة 16 يونيو 2007 على موقع واي باك مشين. - Přerov
    - 231st Helicopter Squadron - ميل مي-17

  - 24th Air Transportation Base نسخة محفوظة 4 يناير 2019 على موقع واي باك مشين. - Prague–Kbely
    - 241st Transport Squadron - إيرباص إيه 320، بومباردييه تشالنجر 600، ياكوفليف ياك-40 and ياكوفليف ياك-40
    - 242nd Transport and Special Squadron - أنتونوف أن-26، إيادس كاسا سي-295، ليت إل-410 تربوليت
    - 243rd Helicopter Squadron - Mil Mi-8S، ميل مي-17/171Sh, W-3A
    - Plzeň SAR Detachment - W-3A
    - Přerov SAR Detachment - W-3A

  - 25th Air Defence Missile Brigade - Strakonice نسخة محفوظة 14 فبراير 2022 على موقع واي باك مشين.
  - 26th Air Command, Control and Surveillance Brigade - Stará Boleslav نسخة محفوظة 10 أغسطس 2007 على موقع واي باك مشين.
  - Air Maintenance Base at České Budějovice
  - Pardubice Airfield Authority نسخة محفوظة 4 مارس 2016 على موقع واي باك مشين.

Flight Training Centre (CLV)[وصلة مكسورة] باردوبيتسه، operating EV-97, 2xزلين زد 42, 3xآيرو إل-39 ألباتروس، ميل مي-2، ليت إل-410 تربوليت، ليت إل-410 تربوليت، 2xميل مي-17 is not a part of the Air Force. Primary flight training was outsourced as of 1 April 2004. CLV is a branch of LOM PRAHA s.p., state owned company.

## قائمة من الطائرات
القوة الجوية التشيكية تعمل 190 طائرة، بما في ذلك الطائرات المقاتلة وطائرات الهليكوبتر 61 84. صنعت سبعة وثلاثين في المئة من طائرات سلاح الجو في جمهورية التشيك.
 "L159"
| Aircraft                   | Origin "L159"    | Type                 | Versions                       | In service | Notes                             |
| -------------------------- | ---------------- | -------------------- | ------------------------------ | ---------- | --------------------------------- |
| آيرو إل-39 ألباتروس        | تشيكوسلوفاكيا    | trainer attack       | L-39C/ZA                       | 7/9        |                                   |
| إيرو ل-159 ألكا            | جمهورية التشيك   | trainer attack       | L-159T1 L-159A                 | 4 20       |                                   |
| إيرباص إيه 320             | الاتحاد الأوروبي | VIP and transport    | A319CJ                         | 2          | replacement of the توبوليف تو 154 |
| إيادس كاسا سي-295          | إسبانيا          | transport            | C-295M                         | 4          |                                   |
| بومباردييه تشالنجر 600     | كندا             | VIP                  | CL-601                         | 1          |                                   |
| ليت إل-410 تربوليت         | تشيكوسلوفاكيا    | transport            | L-410UVP L-410UVP-E L-410UVP-T | 10         |                                   |
| ياكوفليف ياك-40            | الاتحاد السوفيتي | transport            | Yak-40 Yak-40K                 | 1          |                                   |
| ميل مي-17/17/171           | روسيا            | transport helicopter | Mi-8S Mi-17 Mi-171             | 21 16      |                                   |
| ميل مي-24/35               | روسيا            | attack helicopter    | Mi-24V Mi-35                   | 18 10      |                                   |
| ميل مي-2                   | بولندا           | utility helicopter   | Mi-2                           | 5          |                                   |
| PZL W-3 Sokół              | بولندا           | utility helicopter   | W-3A                           | 10         |                                   |
| ساب جاس-39 غربين           | السويد           | fighter              | JAS 39C JAS 39D                | 12 2       | leased for 10 years               |
| زلين زد 42                 | تشيكوسلوفاكيا    | trainer              | Z 142                          | 8          |                                   |
| Evektor-Aerotechnik EV 97 ‏ | جمهورية التشيك   | ultralight trainer   | EV 97                          | 1          |                                   |

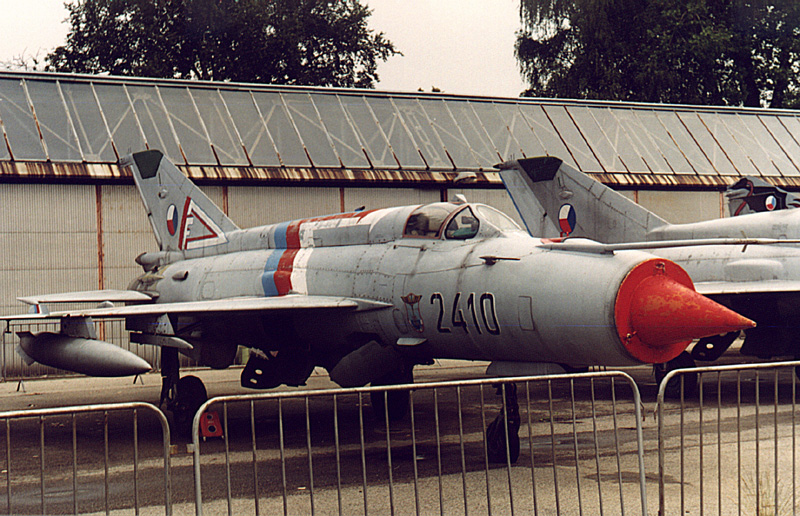
ميكويان-غوريفيتش ميغ-21

بالإضافة إلى ذلك، يتم تشغيل عدة Sojka المركبات الجوية غير المأهولة الثالثة للاستطلاع والحرب الالكترونية.
- أنواع تقاعد مؤخرا من الخدمة التشيكية ما يلي:
- أنتونوف AN - 26 خرجت من الخدمة بحلول أبريل نيسان 2011 [7] التي حلت محلها C - 295M
- توبوليف تو - 154M لم التسلسلي مهمل. وقد و1003 1016 خارج الخدمة منذ أن حل محل نوفمبر 2007 من قبل شركة ايرباص A - 319CJ.
- ايرو L - 29 دلفين مدرب طائرة ذات محرك واحد، سلف من L - 39
- أنتونوف الإصدار الصورة AN - 30 من القعقعة An-24/26/28 سلسلة (1X)
- ميكويان ميج جورفيتش - 21 أحدث إصدارات (الدولة الأولى بالرعاية) المستخدمة لخدمة (الناتو الدفاع الجوي المتكامل النظام) NATINADS حتى حلت محلها Gripens
- سوخوي سو 22 طائرات الهجوم الأرضي، الإصدار تصدير 17 سوخوي سو
- سوخوي سو 25 طائرات الدعم الجوي القريب
- أنتونوف AN - النقل الخفيف 24V الدفع التوربيني، سلف من طراز أنتونوف AN - 26 الضفيرة

## وصلات خارجية
- Global Security entry
- Official Czech Army site
- Book about JAS Gripen in Prague نسخة محفوظة 15 أغسطس 2007 على موقع واي باك مشين.
- Photo galleries of the Czech Air Force
- Photo at Photo Planes.com
- Transcript of Czech Parliament concerning MiG-29 exchange with Poland نسخة محفوظة 18 يوليو 2011 على موقع واي باك مشين.